# Elpídio Silva
Elpídio Silva (født 19. juli 1975) er en tidligere brasiliansk fodboldspiller.